# Querandiornis romani
Querandiornis romani — вимерлий вид птахів родини Тинамові (Tinamidae). Вид існував у пліоцені (6 млн років тому) в Південній Америці. Скам'янілі рештки виду знайдені в Аргентині.